# شون ماكليستر
شون ماكليستر (بالإنجليزية: Sean McAllister)‏ (15 أغسطس 1987 في المملكة المتحدة - ) هو لاعب كرة قدم بريطاني في مركز الوسط. لعب مع بورت فايل وبولتون واندررز وسكونثورب يونايتد وشروزبري تاون وشيفيلد وينزداي وغريمسبي تاون ونادي بوري ونادي مانسفيلد تاون ونادي كاودينبيث لكرة القدم.

## وصلات خارجية
- شون ماكليستر على موقع قاعدة بيانات كرة القدم.إي يو (الإنجليزية)
- شون ماكليستر على موقع Soccerbase.com (لاعب) (الإنجليزية)
- شون ماكليستر على موقع Soccerway.com (الإنجليزية)